# Lan hài Emerson
Lan hài Emerson (Paphiopedilum emersonii), mô tả năm 1982, là một loài lan thuộc Chi Lan hài, Họ Lan. Loài này sinh sống ở Việt Nam, Quảng Tây, đông nam Vân Nam. Loài lan hài này sinh sống ở trên đá, sa thạch, đất sét ở độ cao 460-750 mét. Loài này nở hoa vào cuối mùa Xuân và đầu mùa Hè. Hoa thơm.